# Premio Bram Stoker al Piccolo romanzo
Il premio Bram Stoker al Piccolo romanzo (Bram Stoker Award for Best Long Fiction) è un premio letterario assegnato dal 1987 nell'ambito dei Premi Bram Stoker dalla Horror Writers Association (HWA) al Piccolo romanzo (Novelette) di qualità superiore ("superior achievement", non "best novel"), non più assegnato dal 1997.

## Albo d'oro
L'anno si riferisce al periodo di pubblicazione preso in considerazione, mentre i premi sono assegnati l'anno successivo.
I vincitori sono indicati in grassetto, a seguire gli altri candidati.

### Anni 1987-1997
- 1987: (ex aequo) The Pear-Shaped Man di George R. R. Martin e The Boy Who Came Back From the Dead di Alan Rodgers
  - Pamela's Get di David J. Schow
  - Resurrec Tech di S.P. Somtow
- 1988: Orange is for Anguish, Blue for Insanity di David Morrell
  - The Skin Trade di George R. R. Martin
  - The Function of Dream Sleep di Harlan Ellison
  - The Juniper Tree di Peter Straub
  - The Night Flier di Stephen King
  - Horrorshow di John Farris
- 1989: On the Far Side of the Cadillac Desert With Dead Folks di Joe R. Lansdale
  - At First Just Ghostly di Karl Edward Wagner
  - The Confessions of St. James di Chet Williamson
  - Phantom di Kristine Kathryn Rusch
- 1990: Stephen di Elizabeth Massie
  - Bestseller di Michael Blumleim
  - Entropy's Bed at Midnight di Dan Simmons
  - Pelts di F. Paul Wilson
  - The Langoliers di Stephen King
- 1991: The Beautiful Uncut Hair of Graves di David Morrell
  - Fetish di Edward Bryant
  - Death Leaves an Echo di Charles de Lint
  - Advocates di Suzy McKee Charnas e Chelsea Quinn Yarbro
  - Magpie di Stephen Gallagher
- 1992: (ex aequo) Alien: Tribes di Stephen Bissette e The Events Concerning a Nude Fold-Out Found in a Harlequin Romance di Joe R. Lansdale
  - Nothing Will Hurt You di David Morrell
  - The Shrine di David Morrell
  - For You, the Living di Wayne Allen Sallee
- 1993: Death in Bangkok di Dan Simmons
  - Colour di Michael Moorcock
  - Darker Angels di S.P. Somtow
  - Death on the Nile di Connie Willis
- 1994: The Scent of Vinegar di Robert Bloch
  - Sometimes, in the Rain di Charles L. Grant
  - The Alchemy of the Throat di Brian Hodge
  - Bubba Ho-tep di Joe R. Lansdale
  - The Siren of Swan Quarter di William R. Trotter
- 1995: Lunch at the Gotham Café di Stephen King
  - Baby Girl Diamond di Adam-Troy Castro
  - Looking for Mr. Flip di Thomas F. Monteleone
  - Lover Doll di Wayne Allen Sallee
- 1996: The Red Tower di Thomas Ligotti
  - Kilroy Was Here di Jack Cady
  - The Thing from Lover's Lane di Nancy Collins
  - Brimstone and Salt di S.P. Somtow
- 1997: The Big Blow di Joe R. Lansdale
  - The Word di Ramsey Campbell
  - Everything's Eventual di Stephen King
  - Coppola's Dracula di Kim Newman
  - The Zombies of Madison County di Douglas E. Winter